# Gama-Butirolactona
Gama-butirolactona (GBL) é a lactona derivada do ácido gama-hidroxibutírico (GHB) e, assim como este, também é usada como droga de abuso.